# Pittsburgh Condors 1971-1972
La stagione 1971-72 dei Pittsburgh Condors fu la 5ª e ultima nella ABA per la franchigia.
I Pittsburgh Condors arrivarono sesti nella Eastern Division con un record di 25-59, non qualificandosi per i play-off.

## Roster
| N°    | Naz.                   | Ruolo | Sportivo        | Anno | Alt. | Peso |
| ----- | ---------------------- | ----- | --------------- | ---- | ---- | ---- |
| 10    | Stati Uniti (bandiera) | C     | Mike Grosso     | 1947 | 206  | 104  |
| 12    | Stati Uniti (bandiera) | AC    | Goose Ligon     | 1944 | 201  | 95   |
| 12    | Stati Uniti (bandiera) | A     | Walt Szczerbiak | 1949 | 198  | 95   |
| 13    | Stati Uniti (bandiera) | C     | Nate Bowman     | 1943 | 208  | 104  |
| 13    | Stati Uniti (bandiera) | AC    | Stew Johnson    | 1944 | 203  | 100  |
| 14-22 | Stati Uniti (bandiera) | G     | Arvesta Kelly   | 1945 | 188  | 79   |
| 15    | Stati Uniti (bandiera) | AC    | Paul Ruffner    | 1948 | 208  | 102  |
| 20    | Stati Uniti (bandiera) | G     | Bob Verga       | 1945 | 185  | 86   |
| 22    | Stati Uniti (bandiera) | C     | Ronald Taylor   | 1947 | 216  | 120  |
| 23    | Stati Uniti (bandiera) | G     | Skeeter Swift   | 1946 | 191  | 93   |
| 24    | Stati Uniti (bandiera) | AC    | Mike Lewis      | 1946 | 203  | 102  |
| 25    | Stati Uniti (bandiera) | G     | George Thompson | 1947 | 188  | 91   |
| 30    | Stati Uniti (bandiera) | GA    | Mickey Davis    | 1950 | 201  | 88   |
| 33    | Stati Uniti (bandiera) | AC    | Dave Lattin     | 1943 | 198  | 102  |
| 35    | Stati Uniti (bandiera) | GA    | George Carter   | 1944 | 193  | 95   |
| 40    | Stati Uniti (bandiera) | GA    | John Brisker    | 1947 | 196  | 95   |
| 44    | Stati Uniti (bandiera) | G     | Jim O'Brien     | 1949 | 185  | 77   |

## Staff tecnico
- Allenatori: Jack McMahon (4-6) (fino al 4 novembre)[1], Mark Binstein (21-53)